# Nosilni signal
Nosilni signal (tudi nosilni val) je vrsta signala, ki ga z uporabo modulacije uporabljamo za prenos informacij na daljavo ali pa za prenašanje več različnih signalov preko istega komunikacijskega medija (t. i. multipleks).
Nosilni signal je v večini primerov sinusne oblike, njegova frekvenca pa je po navadi višja od najvišje frekvence v signalu, ki ga želimo prenašati (sploh v primeru radijskega prenosa).
Frekvenca nosilnega signala je povezana tudi s srednjo frekvenco moduliranega signala, na katero nastavljamo radijske sprejemnike.